# 悪魔のメリークリスマス
「悪魔のメリークリスマス」（あくまのメリークリスマス）は、日本のヘヴィメタルバンド・聖飢魔IIの小教典曲（シングル）。B.D.3年（1996年）12月13日に発布された。作詞はデーモン小暮、作曲はルーク篁、編曲は松崎雄一。

## 解説
タイトル曲は青春編と銘打たれている。また、完結編と銘打たれた別バージョンが後に発布される最大小教典（マキシシングル）『20世紀狂詩曲』と大教典（アルバム）『DEVIL BLESS YOU! 〜聖飢魔II FINAL WORKS〜』に収録されている。
当初、シングルに収録されるにあたって7分という尺が長すぎるという話になり、ギターソロを削るか2番を削るかという選択を迫られた。作曲者のルーク篁参謀は「メッセージ性の強い2番を残すべき」と強く主張したが「ギターソロがないと曲として不自然」というレコード会社側の主張を受け入れた形で小教典は1番のみで（青春編）として発売。(完結編)はその後発布された「NEWS」には収録されず、長らく幻の曲となっていた。

## 収録曲
1. 悪魔のメリークリスマス（青春編）
2. Ass Hole!
3. 悪魔のメリークリスマス（オリジナルカラオケ）